# Præsidentvalget i USA 2000
Præsidentvalget i USA 2000 var det 54. præsidentvalg i USA's historie, der fandt sted den 7. november 2000. Republikanernes præsidentkandidat, George W. Bush, og vicepræsidentkandidat, Dick Cheney, slog demokraternes kandidater, Al Gore og Joe Lieberman. Det var fjerde gang i amerikansk historie, og første gang i 112 år, at den vindende kandidat ikke modtog flest vælgerstemmer. Valget regnes for et af de tætteste i amerikansk historie, hvor Bush blot vandt med fem valgmandsstemmer, mens Gore modtog lidt over 500.000 vælgerstemmer på landsplan.
På valgnatten var det forsat uklart, hvem der havde vundet valget, idet resultatet fra Florida var meget tæt. De indledende resultater fra Florida virkede til at indikere, at Bush havde vundet delstaten, omend resultaterne fra Florida ligeledes påviste en meget lille stemmemargen – nok til, at en genoptælling var påkrævet jf. lovgivningen i Florida. Således havde Bush blot modtaget 1.784 flere stemmer i Florida, inden genoptællingen blev indledt. En juridisk kamp, som forløb sig over den efterfølgende måned, endte i en kontroversiel højesteretsafgørelse (såkaldte 'Bush v. Gore'), som med højesteretsstemmerne 5 mod 4 afsluttede genopstillingen i Florida. Da genoptællingen var afsluttet var Bush føringen i Florida faldet fra en stemmemargen på 1.784 på valgnatten til blot 534 stemmer.